# Goleamo Kameneane, Kărdjali
Goleamo Kameneane (în bulgară Голямо Каменяне) este un sat în comuna Krumovgrad, regiunea Kărdjali,  Bulgaria. 

## Demografie
Componența etnică a satului Goleamo Kameneane
     Turci (84,73%)
     Bulgari (2,1%)
     Nicio identificare (13,15%)
     Altele (0%)
La recensământul din 2011, populația satului Goleamo Kameneane era de 190 locuitori. Din punct de vedere etnic, majoritatea locuitorilor (84,73%) erau turci, cu o minoritate de bulgari (2,1%). Pentru 13,15% din locuitori nu este cunoscută apartenența etnică.